# Шклярук Григорій Анатолійович
Григо́рій Анато́лійович Шкляру́к — старший солдат Збройних сил України.
29 вересня 2014 року — за особисту мужність і героїзм, виявлені у захисті державного суверенітету та територіальної цілісності України, вірність військовій присязі під час російсько-української війни, відзначений — нагороджений орденом «За мужність» III ступеня.